# Мадленская культура

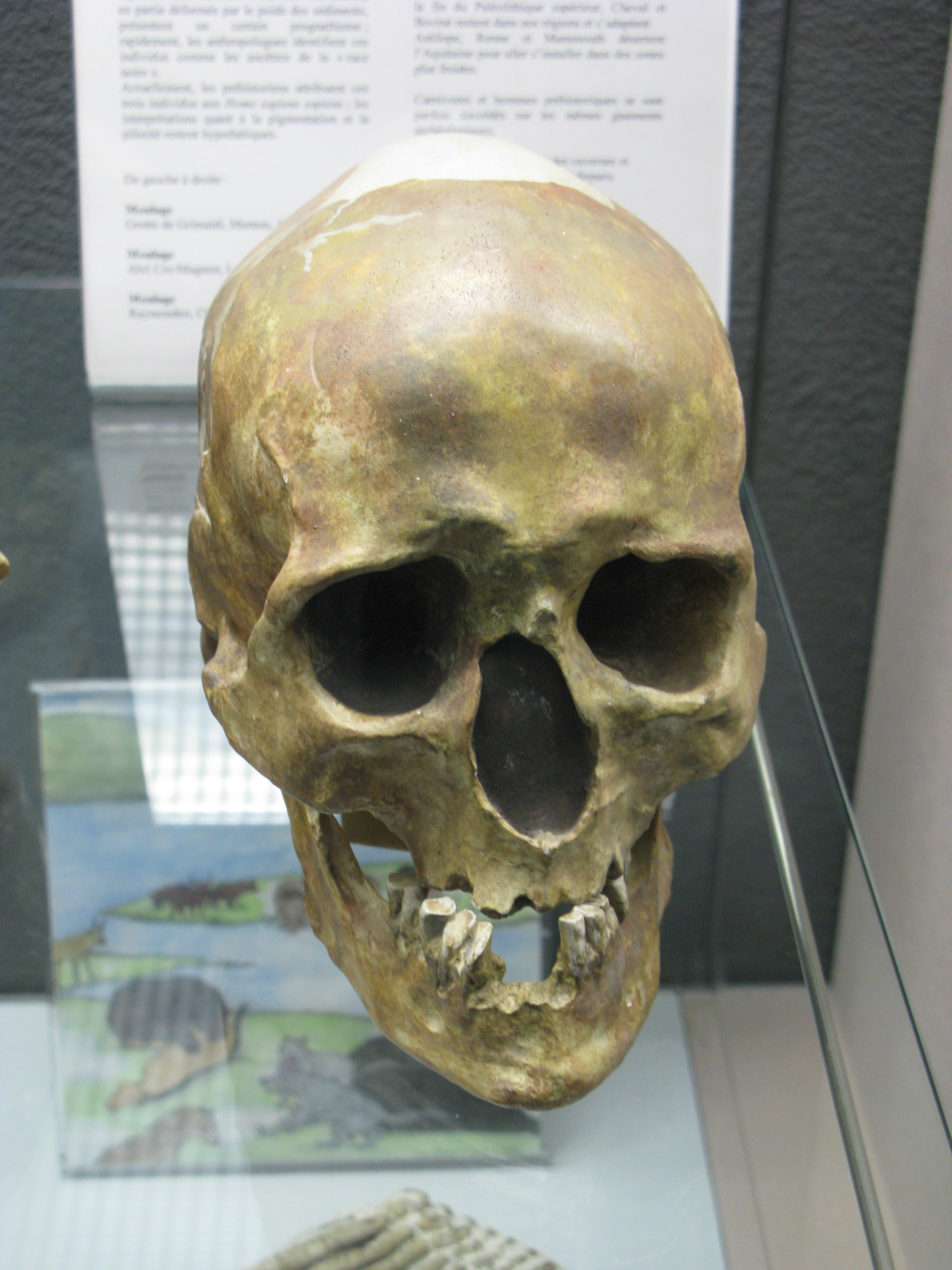
Череп шанселадского человека из пещеры Ремондан I (Шанселад, (Франция)

Мадленская культура (фр. Magdalénien) — археологическая культура позднего палеолита; была распространена на территории Франции, Испании, Швейцарии, Бельгии, Германии. Существовала 15—8 тыс. лет до н. э. Названа по гроту Ла-Мадлен в департаменте Дордонь (Франция).
Носители культуры вначале охотились на мамонта, а затем (после его вымирания) переключились на северного оленя, дикую лошадь и другие виды крупных животных, обитавших в Европе в конце ледникового периода.
Среди Находок археологов преобладают разнообразные кремнёвые резцы, проколки, скребки. Высоко развита обработка кости. Характерны резные изображения на роге и кости, скульптура из рога, кости и бивня мамонта, гравированные и другие изображения на стенах и потолках пещер. По мере развития произошёл переход к микролитам, то есть мелким орудиям труда из камня. Мадленские охотники жили преимущественно в пещерах, а также в жилищах из костей и шкур. Мадленская культура в широком смысле охватывает заключительный этап развития позднепалеолитической культуры всей европейской приледниковой области от Франции до Приуралья. В Восточной Европе мадленская культура предстаёт в местной модифицированной форме. Ряд мадленских поселений известен в Чехии, одно из наиболее знаменитых — пещера Пекарна (Костелик) из которой известен гарпун с тремя рядами зубцов. В Румынии мадленский слой известен в гроте Стынка Рипичени (на правом берегу Прута), нижние слои которого относятся к ориньякскому и солютрейскому времени. К позднемадленским культурам Северо-Западной Европы, переходным от мадлена к мезолиту, относятся кресвельская культура в Англии и ремушампская культура в Бельгии.
Мадленское население оставило великолепное пещерное искусство и предметы из кости, среди которых перфорированные дубинки, украшенные художественной резьбой, объёмные фигуры людей и животных, остроконечники с тонкой отделкой, личные украшения в виде перфорированных морских раковин и зубов животных (вероятно, бусы). Стены пещер, в которых обитали носители мадленской культуры, например пещер Ласко и Альтамира, украшены живописными картинами.
В конце XX века западноевропейские исследователи выделили бадегульскую культуру, которая ранее рассматривалась как наиболее ранний вариант мадленской культуры. Мадленская культура разделяется на шесть фаз развития, для которых характерны различия в технике изготовления кремнёвых лезвий. По мере отступления ледника носители мадленской культуры вновь заселили северо-запад Европы, что подтверждается данными радиоуглеродного анализа находок в Швейцарии, южной Германии и Бельгии. После отступления ледника и потепления новые группы охотников на тундровых и степных зверей продвинулись на север. В Северо-Западной Европе они представлены культурами гамбургской, федермессер и аренсбургской, в Восточной Европе — свидерской.
Мадленская культура по окончании ледникового периода сменилась азильской культурой, хотя и в различных её вариантах на севере Европы, северной Испании и на юго-западе Франции.

Жилища и инструменты
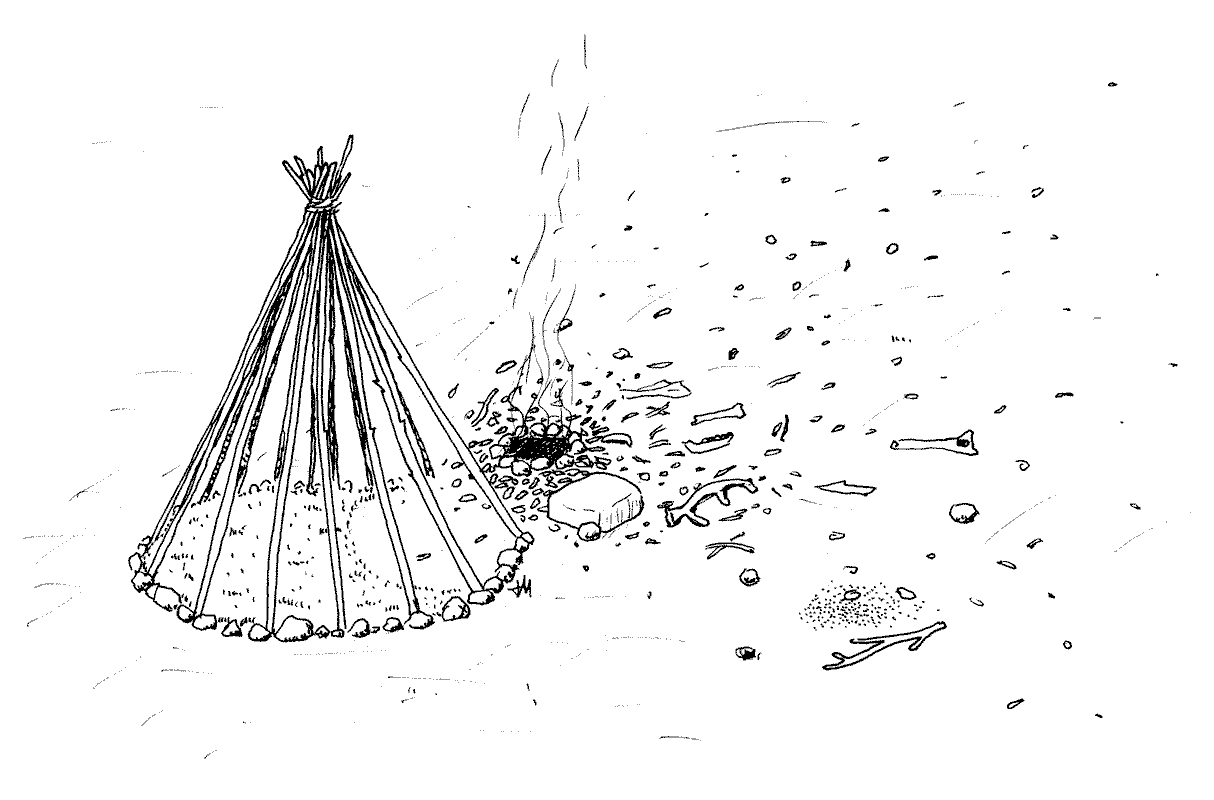
Жилище носителей мадленской культуры
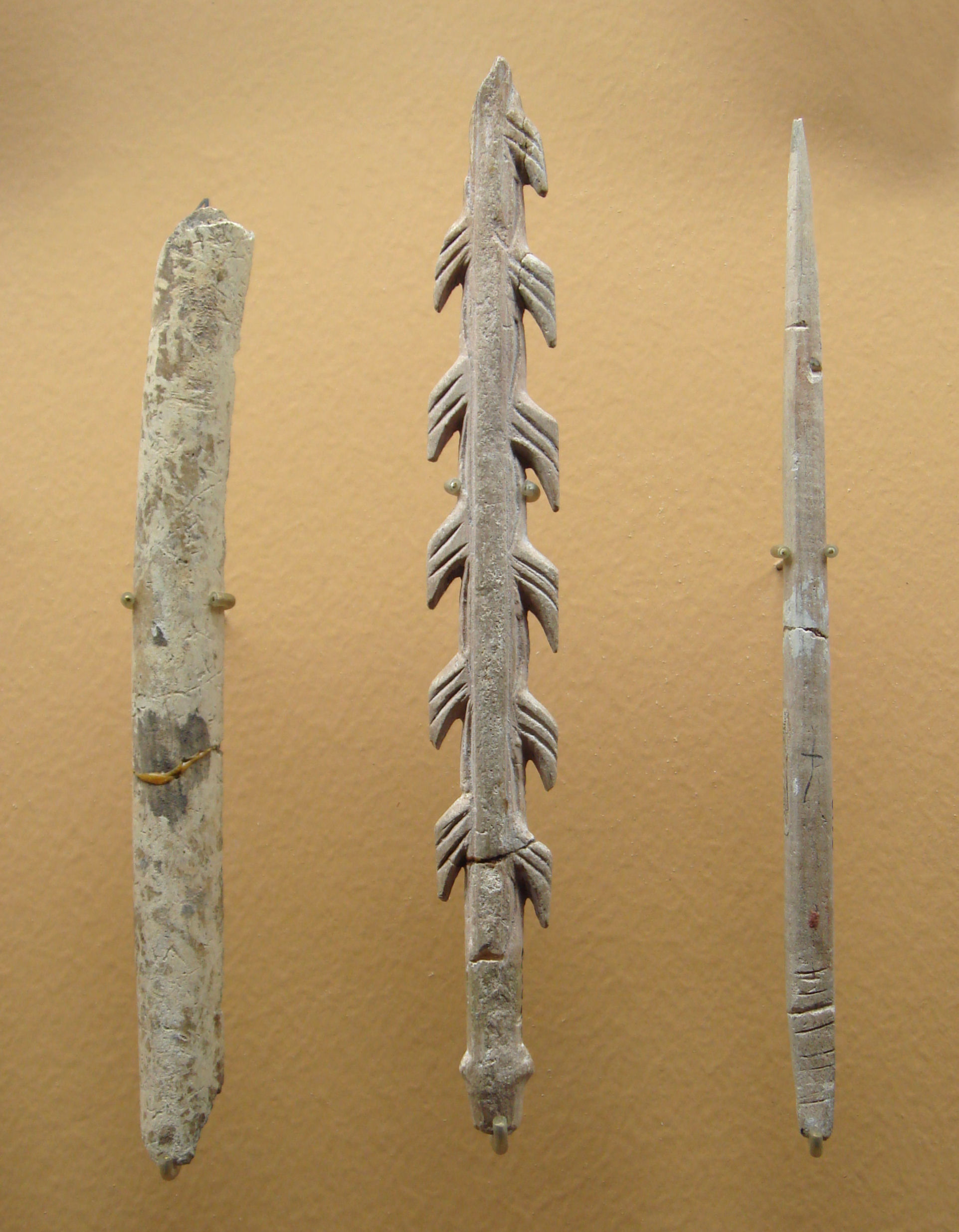
Мадленские инструменты и оружие, найденные на стоянке ля Мадлен, Франция.
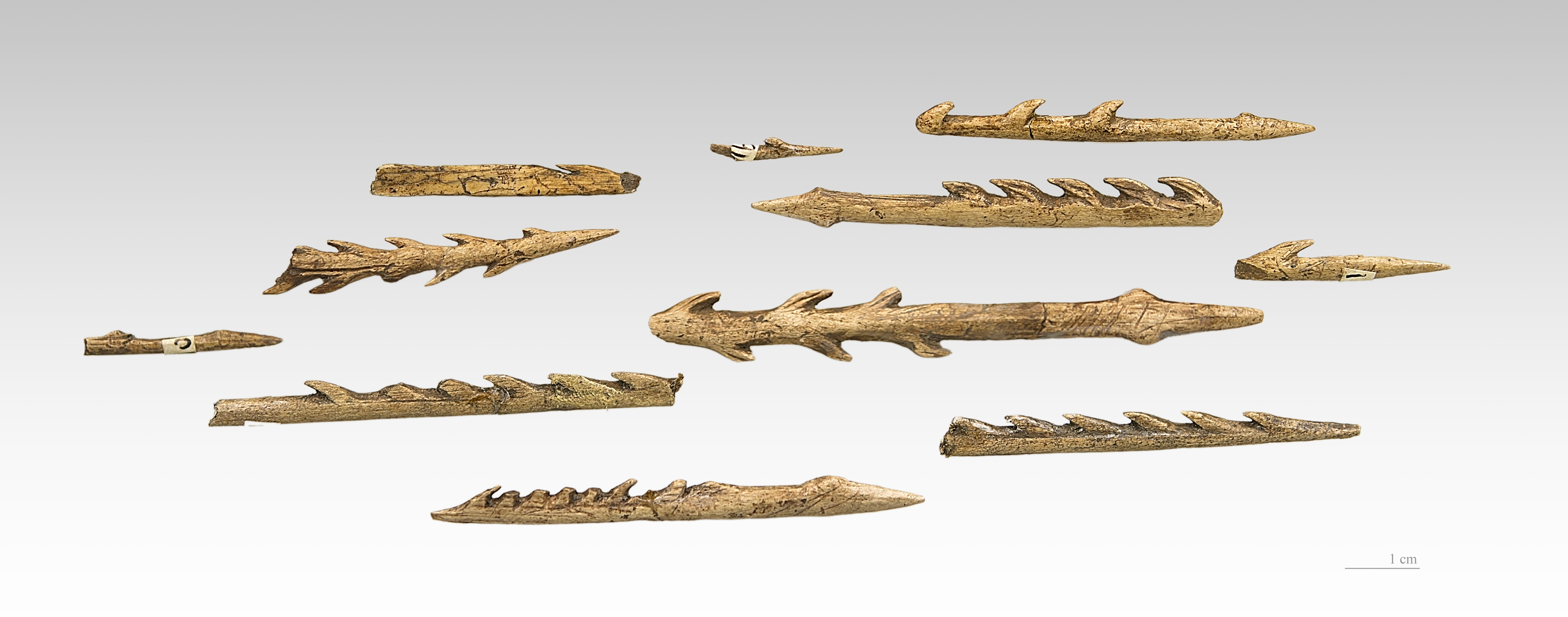
Гарпуны мадленской эпохи
Перфорированная дубинка[англ.]

Произведения искусства
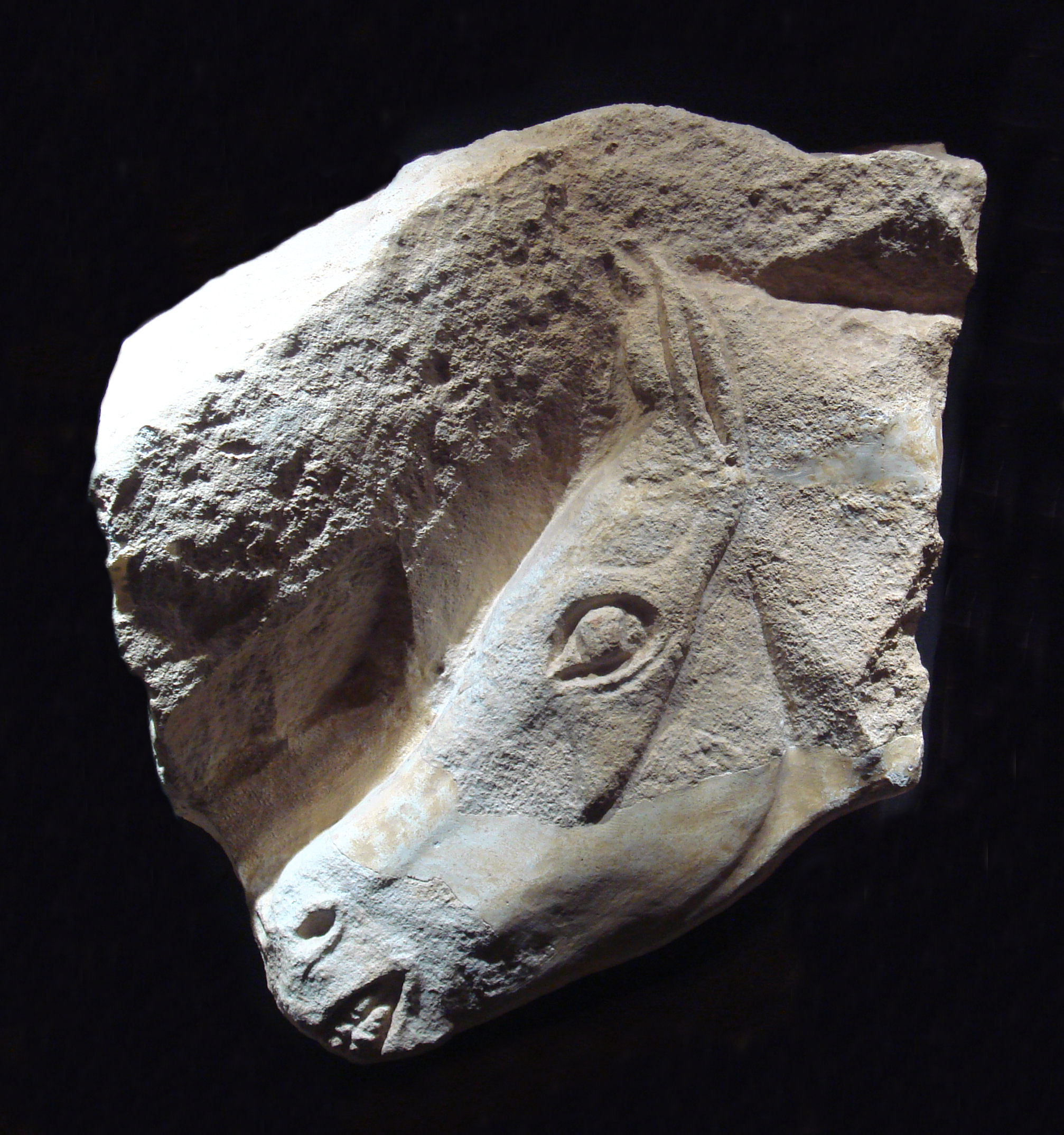
Лошадь
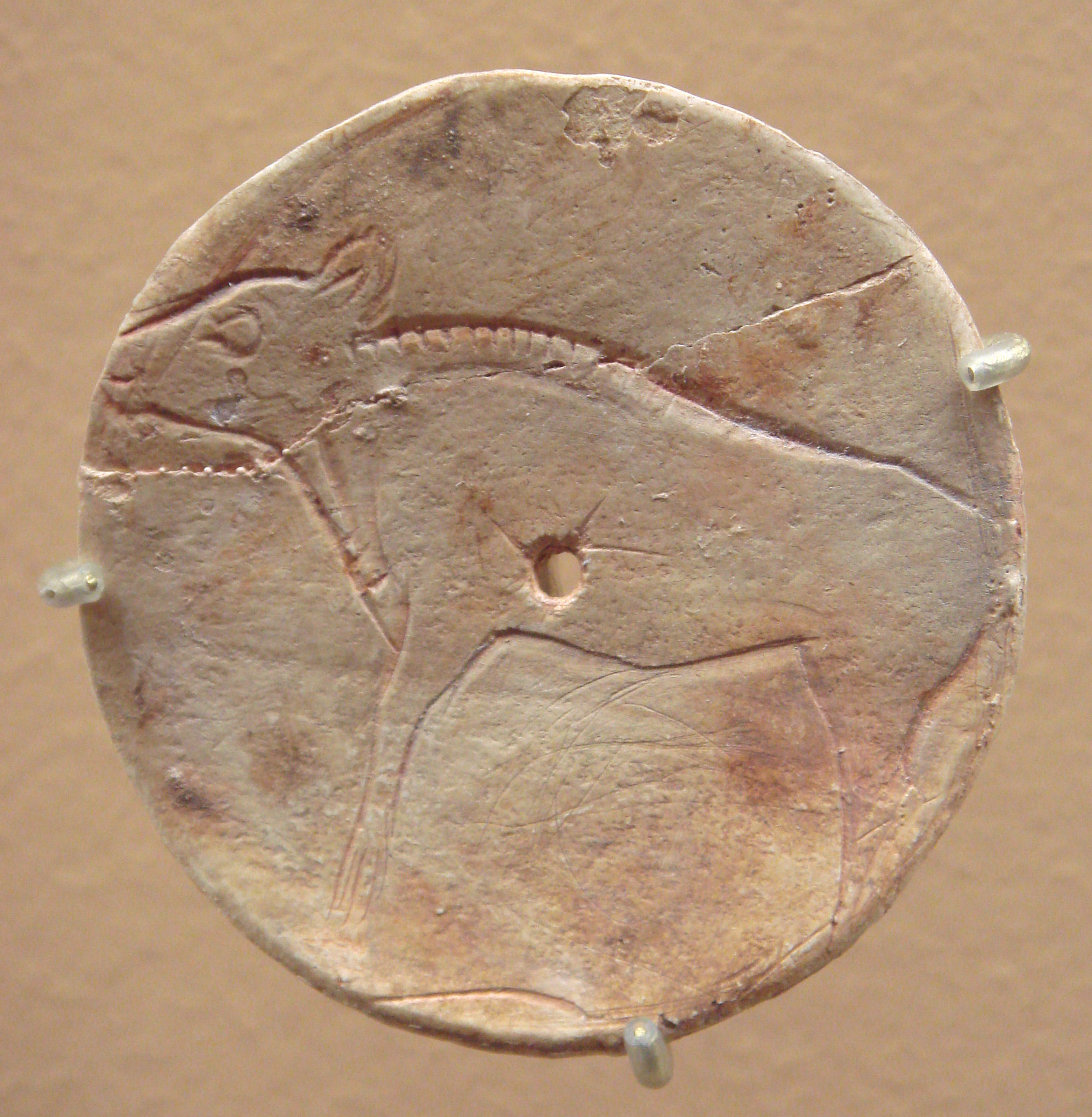
Бизон
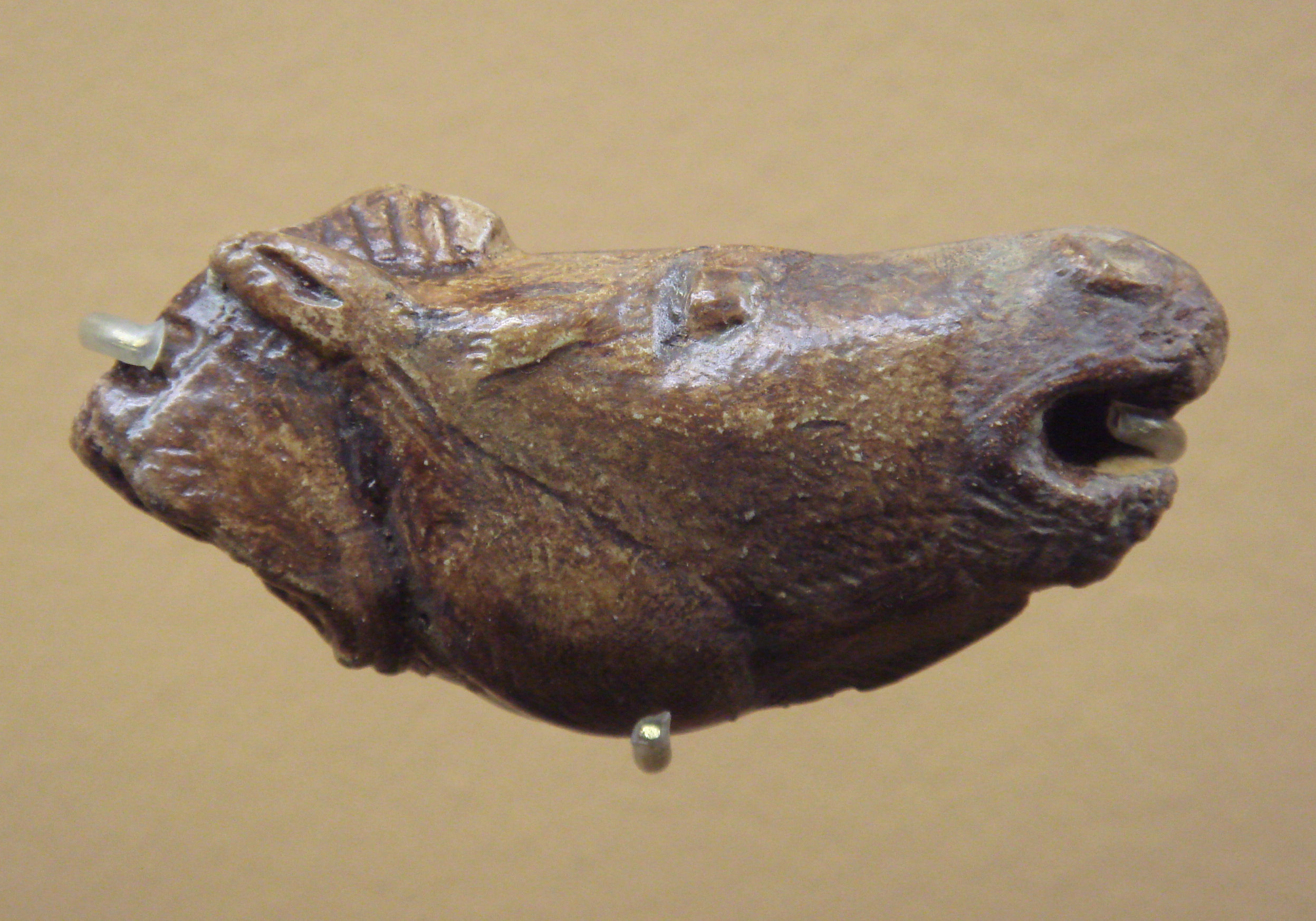
Голова лошади
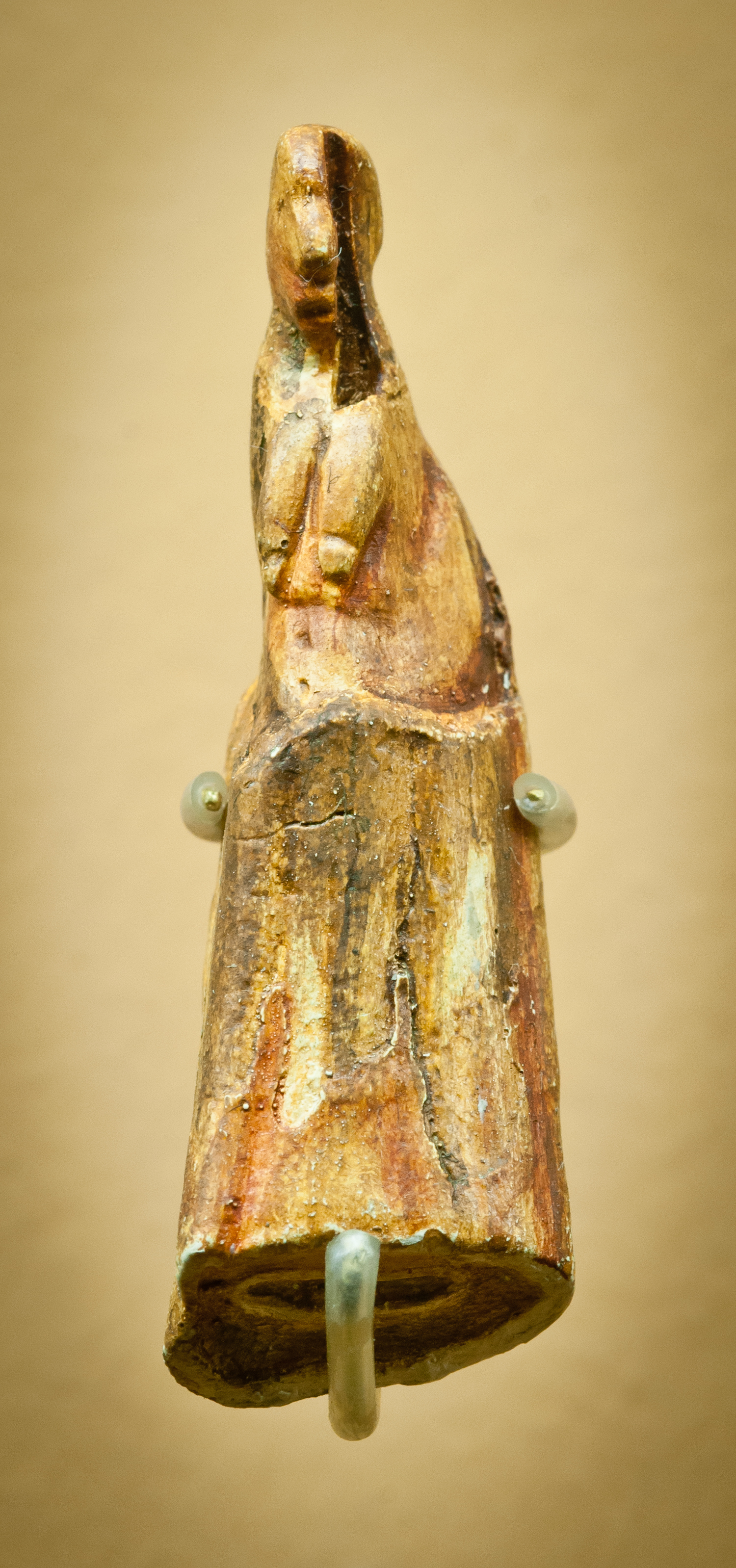
Палеолитическая венера из пещеры Мас-д’Азиль

## Палеогенетика
У представителя мадленской культуры из захоронения в Оберкасселе, жившего 13 400 л. н., определили субклад U5b1 митохондриальной гаплогруппы U. Y-хромосомная гаплогруппа I и митохондриальная гаплогруппа U8a определены у образцов Burkhardtshöhle из Германии (около 15 тыс. л. н.) и Hohle Fels 49 из пещеры Холе-Фельс (около 15 тыс. л. н.). Кластер Эль-Мирон (El Mirón Cluster) состоит из семи пост-последних максимальных ледниковых особей 19 000—14 000 л. н., которые все связаны с мадленской культурой.
У мадленской собаки из пещеры Эрралла (Сестона, Гипускоа, Страна Басков, Испания), жившей около 17 тыс. л. н., определили митохондриальную гаплогруппу C, что, в совокупности с морфологическим и радиометрическим анализами, делает её одной из древнейших домашних собак Европы.